# Bernardin Schellenberger
Bernardin Schellenberger (* 11. Februar 1944 in Ellwangen in Baden-Württemberg) ist ein römisch-katholischer Theologe, ehemaliger Priester und Ordensmann (Trappisten), Schriftsteller und Übersetzer. Schellenberger hat vorwiegend zu spirituellen Themen der monastischen Tradition publiziert.

## Leben
Im Jahr 1963 bestand Schellenberger am Stuttgarter Friedrich-Eugens-Gymnasium das Abitur. Vier Wochen danach trat er in das Noviziat der Franziskaner (OFM) in Dietfurt ein. 1964–1966 studierte er Philosophie in München, bis er in die Abtei Mariawald der Trappisten in Heimbach übertrat. Nach dem zweijährigen Noviziat dort studierte er 1968–1969 monastische Theologie in der französischen Abtei Mont des Cats. 1969–1972 setzte er das Theologiestudium an den Universitäten Salzburg und Freiburg fort und schloss mit dem Diplom ab.
1972 empfing er die Priesterweihe. 1975 wurde er zum Prior und Novizenmeister der Abtei Mariawald ernannt. Seit 1978 ist er als Buchautor und Übersetzer tätig; das erste von ihm übersetzte Werk war Ich hörte auf die Stille. Sieben Monate im Trappistenkloster (Originaltitel: The Genesee Diary – Report from a Trappist Monastery) des bekannten Priesters und Psychologen Henri J. M. Nouwen. Es folgten mehr als 150 Übersetzungen von Büchern von Nouwen, Richard Rohr und zahlreichen anderen amerikanischen, französischen und irischen Autoren. Die Themen der von ihm übersetzten Werke wurden zunehmend vielfältiger und umfassten unter anderem Zen-Meditation, jüdische Mystik, Kirchengeschichte, Umgang mit Krankheit, Stärkung der Gesundheit, Familienfragen, Enneagramm und Gesellschaftskritik.
1981 verließ Bernardin Schellenberger mit einigen anderen Mitbrüdern die Abtei Mariawald und begann in einem leerstehenden Pfarrhaus in Donzdorf eine eigene klosterähnliche gemeinschaftliche Lebensform. Der Versuch scheiterte jedoch. Die Jahre 1982/1983 verbrachte er in der Trappistenabtei Genesee im Genesee County im US-amerikanischen Bundesstaat New York. 1983 kehrte Schellenberger nach Donzdorf zurück und arbeitete dort als Seelsorger und Schriftsteller. Ab 1988 lebte er auch zeitweise in Togo und widmete sich der Hilfe für Menschen in Afrika. 1991 heiratete er und arbeitete als Hausmann, Schriftsteller und Übersetzer. Die Ehe wurde 1998 geschieden. Heute lebt Schellenberger als freiberuflicher Schriftsteller und Übersetzer in Bad Tölz in Oberbayern. Seit 1995 verfasst er auch lokalgeschichtliche und heimatkundliche Beiträge zu seiner württembergischen Heimat, unter anderem über Winzingen und Ottenbach bei Göppingen.

## Publikationen (Auswahl)

### Als Alleinautor
- Bernhard von Clairvaux. Gotteserfahrung und Weg in die Welt. Walter-Verlag, Olten und Freiburg im Breisgau 1982, ISBN 3-530-06590-0.
- Krypten. Ursprung der Hoffnung. Mit einem kunsthistorischen Beitrag von Max Tauch. Echter, Würzburg 1985, ISBN 3-429-00930-8.
- Treppen, Stufen des Lebens. Mit einem kunsthistorischen Beitrag von Ines Baumgarth. Echter, Würzburg 1989, ISBN 3-429-01234-1.
- Zwischen Rechberg und Staufen. Ottenbach und das Tal der Höfe. Anton H. Konrad, Weißenhorn 2002, ISBN 3-87437-465-3.
- Gehimmelt und geerdet. Atemlesungen für spirituell Suchende. Echter, Würzburg 2004, ISBN 3-429-02590-7.
- Die Stille atmen. Leben als Zisterzienser. Kreuz, Stuttgart 2005, ISBN 3-7831-2605-3.
- Mit Benedikt Spiritualität erfahren. Kreuz, Stuttgart 2005, ISBN 3-7831-2525-1.
- Entdecke, dass du glücklich bist. Die Seligpreisungen der Bergpredigt. Echter, Würzburg 2006, ISBN 3-429-02764-0.
- Ich bin es, der mit dir redet. Die Botschaft des Johannesevangeliums. Herder, Freiburg (Breisgau) u. a. 2008, ISBN 978-3-451-32138-2 (Neuauflage unter dem Titel: Eine neue Gottes-Vorstellung. Die Herausforderung des Johannesevangeliums. Katholisches Bibelwerk u. a., Maria Laach u. a. 2014, ISBN 978-3-460-23207-5).
- Im Glanz des göttlichen Lichts. Orthodoxe Mystik: Geheimnis und Herausforderung. Claudius, München 2014, ISBN 978-3-532-62465-4.
- Benedikt von Nursia. Der Werdegang eines spirituellen Meisters. Eine Inspiration für heute. Echter, Würzburg 2015, ISBN 978-3-429-03812-0.

### Als Mitautor
- mit Michael Albus: Glaubens A und O. Patmos, Düsseldorf 1995, ISBN 3-491-77973-1.
- mit Michael Albus: Der Zauber des Alltäglichen. Kreuz, Stuttgart 2001, ISBN 3-7831-1892-1.
- mit Michael Albus: Worte aus der Wüste. Kreuz, Stuttgart 2003, ISBN 3-7831-2329-1.
- mit Jürgen Hoeren: Feiertage einmal anders betrachtet. Jürgen Hoeren im Gespräch mit Karl-Josef Kuschel und Bernardin Schellenberger. Echter, Würzburg 2004, ISBN 3-429-02591-5.
- mit Doris Weber, Fulbert Steffensky, Andrea Schwarz, Christoph Quarch und Hans-Joachim Höhn: Feuerwerke – Gebete am Himmel. Lebensfragen und Einsichten. Echter, Würzburg 2005, ISBN 3-429-02677-6 (Texte einer Sendereihe 2004 im Hessischen Rundfunk).
- als Herausgeber mit Wolfgang Buchmüller: Ein Lied, das froh im Herzen jubelt. Texte der spirituellen Erfahrung der frühen Zisterzienser. Be&Be, Heiligenkreuz im Wienerwald 2010, ISBN 978-3-902694-07-2 (Neuauflage von Ein Lied, das nur die Liebe lehrt. Texte der frühen Zisterziensermönche).

### Als Übersetzer
- Khalil Gibran: Wenn du liebst, dringst du ans Licht. Lebensweisheiten (= Kleine spirituelle Bibliothek. 4). Ausgewählt und neu aus dem amerikanischen Englisch übersetzt von Bernardin Schellenberger. Kreuz, Stuttgart 2002, ISBN 3-7831-2105-1.
- Jelalladin Rumi: Tanz meiner Seele: Mystische Texte (= Kleine spirituelle Bibliothek. 6). Ausgewählt und neu übertragen sowie mit einem Nachwort von Bernardin Schellenberger. Kreuz, Stuttgart 2003, ISBN 3-7831-2218-X.
- Khalil Gibran: Das Lied in meinem Herzen. Mit Bildern von August Macke. Kreuz, Stuttgart u. a. 2003, ISBN 3-7831-2228-7.